# Зыкина, Татьяна Сергеевна
Татья́на Серге́евна Зы́кина (20 апреля 1981, Ижевск) — российская певица, автор песен. Работала журналистом, теле- и радиоведущей. Песни начала сочинять в 1999 году, и первые записи подписаны радийным псевдонимом Татьяна Баграмян. Кассета с несколькими песнями, спетыми под гитару, попала в Екатеринбург, в руки джазмена Виталия Владимирова. Он стал аранжировщиком первого альбома «Под бельём», его записали в 2002 году на студии местного драматического театра, но не выпустили официально.[значимость факта?]
Весь материал со временем оказался в Интернете, где его и нашёл московский журналист и пиарщик Александр Кушнир. В августе 2007 года он организовал первое московское выступление Татьяны, уже под настоящей фамилией. На этом концерте Зыкину заметили представители лейбла «REAL Records», на котором спустя полтора года, в марте 2009 года был выпущен первый официальный альбом «Ощущение реальности». Это двойная пластинка, собравшая в себе лучшие песни Татьяны, написанные за долгий немосковский творческий период. Трек «Водопадами» вошёл в хит-парад лучших песен 2009 года на «радио Maximum».[значимость факта?]
Осенью 2010 года в Интернет-пространство был выпущен второй официальный релиз — альбом «Другая глубина». Пластинка сделана без поддержки лейбла, вдвоём с Александром Андреевым — лидером группы «ГДР», и имеет исключительно электронное звучание. На заглавную композицию снят видеоклип.[значимость факта?]
В ноябре 2011 года вышел третий альбом певицы — «Я и мои ожидания». Впервые это живое аналоговое звучание, пластинка также записана без поддержки лейбла, хотя диск выпущен под эгидой «Navigator Records».[значимость факта?]

## Биография

### 1981—2001: детство и юность
Татьяна Зыкина родилась в 1981 году в городе Ижевске. Сестра Татьяны — Юлия Зыкина, поэтесса (родилась в 1976 году), пишущая под псевдонимом Яшка Казанова. В детстве Таня занималась в секции журналистики при Дворце пионеров, именно тогда её пригласили вести рубрику в программе «Наше времечко». Долгое время будущая певица рассказывала о кино в передаче «Папин галстук», а позднее начала заниматься политической журналистикой, работала на телерадиокомпании «Моя Удмуртия», читала новости в кадре. Зыкина 8 лет занималась иностранными языками, в итоге победила в университетской олимпиаде по немецкому языку. Мечтала поступить на РГФ (романо-германский факультет), но на бюджетное не попала, а оплачивать учёбу было некому. Под псевдонимом Баграмян работала на радио в качестве диск-жокея и музыкального редактора, под этой же фамилией писала и исполняла свои ранние песни.

### 2002—2007: начало карьеры
Зимой 2002 года кассета с домашней записью песен Зыкиной попала в Екатеринбург аранжировщику и джазмену Виталию Владимирову. В студии Драмтеатра был записан альбом «Под бельём» на стыке двух стилей — рока и джаза, однако альбом не был выпущен в тираж. Сама Зыкина говорила, что «эта запись была сделана в Екатеринбурге. Десять песен, и только одна из них — „Весёлые старты“ — перекочевала в дебютный альбом „Под бельём“ не был издан официально. Я считаю его сборником демо. Аранжировки делал виртуозный свердловский джазовый пианист и тромбонист Виталий Владимиров. Издавать эти песни сейчас не имеет никакого смысла — впрочем, это теперь касается и альбомов как таковых вообще». Потом у Зыкиной появилась своя рок-группа, с которой она дала первый большой концерт на всероссийском фестивале «Старый Новый Рок-2004», где получила приз за лучший вокал. Тогда она имела некоторую известность под псевдонимом Татьяна Баграмян и под этим именем некоторые её композиции попали в интернет.
Её первое выступление в Москве состоялось осенью 2007 года в клубе «16 тонн» на презентации книги Александра Кушнира «Хедлайнеры». Весной 2008 года Зыкина переехала из Ижевска в столицу. Газета «Известия» упоминает Зыкину (наряду с «интернет-звездой сезона» Петром Наличем) в числе немногих интернет-открытий на фоне общего застоя в современном русском рокапопсе. Сама Зыкина признавалась, что «первыми концертами в Москве осталась недовольна — собой прежде всего. Параллельно в Ижевске у меня начала складываться личная жизнь, и я подумала, что, наверное, переезд — плохая затея. Я сказала: „Ребята, забирайте песни, пусть поет другая девочка, а я еду домой“. Но все получилось наоборот. В тот же вечер в поезде я через эсэмэски выяснила, что в Ижевске меня ждет пустой дом. Конечно, были слезы-сопли, но теперь я понимаю, что такой расклад стал великим благом для меня».
На концертах Зыкина выступала с постоянной группой: гитаристом Павлом Мартыненко, клавишником Оскаром Чунтоновым, бас-гитаристом Дмитрием Косинским, барабанщиком Антоном Дашкиным, а также бэк-вокалисткой Полиной Касьяновой.[значимость факта?]
Осенью дебютный сингл Зыкиной «2 кота» попал в ротацию радиостанции MAXIMUM, после чего композиция зазвучала и на других FM-волнах. Второй сингл «Водопадами» также первым подхватило Радио MAXIMUM, где эта песня стала лучшим дебютом недели, а затем заняла 2 место в итоговом «Хит-параде двух столиц». Именно на неё известный клипмейкер Ирина Миронова сняла премьерное видео певицы.[значимость факта?]
В январе 2009 года Татьяна Зыкина выступила в концерте звёзд «MTV Russian Music Awards» 2008 и на церемонии «ZD Awards 2008».[значимость факта?]

### 2008—2010: альбом«Ощущение реальности»
В работе над дебютным двойным альбомом «Ощущение реальности» принимали участие Юрий Цалер (Мумий Тролль), Корней и Дэн Маринкин (бывшие участники группы Земфиры), Танок на майдани Конго, DJ Ram, симфонический Moscow Media Orchestra и гитарист Темур Квителашвили. Релиз альбома состоялся в марте на лейбле REAL Records. Презентация пластинки прошла 28 марта 2009 года в московском клубе «Б2».[значимость факта?]
В поддержку альбома вокалист группы «Танок на майданi Конґо» Фагот (Олег Михайлюта) снял клип на песню «Ты-то кто?», где исполнил бэк-партию. Первый же концертный клип Татьяны Зыкиной на песню «ДР» с дебютного диска появился летом 2010 года.[значимость факта?]
Песня «Нора», записанная в дуэте с лидером группы Мумий Тролль Ильей Лагутенко, была отмечена независимой музыкальной премией клуба «16 тонн» — «Золотая Горгулья 2009» в номинации «Совместный проект года».[значимость факта?]
По итогам 2009 года журналы «Newsweek» и «Element» включили альбом «Ощущение реальности» в топ-5 лучших релизов года, а журнал «F5» присудил певице победу в номинации «Лучший вокал в онлайн и офлайн». Татьяна стала единственной рок-певицей нового поколения, номинированной на премию «Муз-ТВ 2010» в категории «Прорыв года», а рок-портал «Наш Неформат» признал Зыкину открытием 2009 года.[значимость факта?]
В 2010 году Татьяна выступила в День России 12 июня на Красной площади, дала акустический концерт в прямом эфире радиостанции «Серебряный дождь», приняла участие в программе «Акулы пера»; в проекте «Новый год с Михаилом Козыревым» на телеканале «ДОЖДЬ» сыграла первый для себя мини-концерт под фортепиано, а также записала песню «Ты не бойся» для фильма «Одноклассники» режиссёра Сергея Соловьева.[значимость факта?]

### 2010—2011: альбомы«Другая глубина»и«Пиано-весна_live»
С 14 октября 2010 года для скачивания в сети Интернет стал доступен второй альбом Татьяны Зыкиной «Другая глубина». Концепция и звук альбома резко отличаются от дебютного CD Зыкиной «Ощущение реальности»: second coming певицы прошёл под знаком отказа от какого бы то ни было формата, давления извне и поддержки со стороны лейбла. Альбом не был выпущен на физическом носителе.[значимость факта?]
Саунд-продюсером новой работы стал Александр «Санчес» Андреев (группа «ГДР»). Кроме того, Зыкина впервые попробовала себя в роли аранжировщика, обработав часть песен самостоятельно. Музыка альбома не ограничивается одним направлением и содержит в себе элементы разных стилей: от трип-хопа и эйсид-джаза до r’n’b с элементами индастриала. При этом, по словам Зыкиной, «если в первом альбоме песни „сидели“ на очень понятной русскому уху гитаре, то теперь гитары нет ни в одной композиции». Также в записи можно будет услышать разнообразные клавишные: от звука пианино до 8-битного «пиканья», отсылающего к компьютерам 80-х годов.[значимость факта?]
15 октября состоялась презентация альбома «Другая глубина» в Санкт-Петербурге в клубе «Космонавт», а 30 октября в московском клубе IKRA. На концерте дебютировал новый состав группы Татьяны: кроме клавишника Оскара Чунтонова, выступавшего с Зыкиной и раньше, на сцену вышли барабанщик Антон Лукьянчук и бас-гитарист Андрей Шило.[значимость факта?]
1 февраля 2011 на официальном канале Татьяны Зыкиной на YouTube была выложена песня «Оба неба». В видео так же прозвучало приглашение на концерт-презентацию акустической программы «Пиано-Весна». 12 марта в Звенигороде прошла премьера программы «Пиано-весна_live», которая позже была издана на диске (CD+DVD) и представлена на Rutracker.org. Пластинка представляет собой запись концерта в Звенигороде в КЦ им. Любови Орловой. «Пиано-весна_live» создана и сыграна всего двумя музыкантами: пианистом Оскаром Чунтоновым и самой Зыкиной, которая поет и играет на нескольких инструментах.[значимость факта?]
18 июня на фестивале «Дикая Мята» была исполнена песня «Не тревожь меня до весны», которая вошла в третий студийный альбом певицы. 1 июля в клубе «16 тонн» Татьяна Зыкина с группой сыграли последний летний концерт, после чего приступили к записи третьего альбома.[значимость факта?]
В июле 2011 вышел альбом Макса Гурина «Шива, погружённый в психоанализ». В записи трека «Как ты» приняла участие Татьяна.[значимость факта?]

### 2011—2013: альбом«Я и мои ожидания»
9 сентября 2011 года Татьяна Зыкина объявила о презентациях нового альбома. Они состоялись 16 ноября в Москве в ЦДХ и 20 ноября в Санкт-Петербурге в центральном концертном зале «Аврора».[значимость факта?]
Альбом состоит из 10 песен, 3 из которых были уже известны слушателям — это «Я хочу стать частью этой осени», «Не тревожь меня до весны» и «Оба неба». На альбоме преобладают клавишные инструменты — рояль, орган, вурлицер, а также виолончель и валторна. Над пластинкой работали музыканты, с которыми Татьяна прежде не сотрудничала — это басист Дмитрий Симонов и барабанщик Петр Ившин. 30 сентября в Интернете появился клип на песню «Я хочу стать частью этой осени».[значимость факта?]
Также появилась информация о беременности певицы. На последних концертах, прошедших в конце 2011 года, на сцене Зыкина появлялась с уже явным округлившимся животом. Впервые после рождения ребёнка Зыкина выступила на праздновании Дня радио 7 мая в саду «Эрмитаж» и 18 мая в концертном зале «Москва» в Москве. Также Зыкина выступила 12 октября в клубе «Зал ожидания» в Санкт-Петербурге.[значимость факта?]

### 2013— 2015: альбом«За закрытыми окнами»
24 мая 2013 года в Санкт-Петербурге на концерте в ДК им. Ленсовета Татьяна Зыкина презентовала 5 новых песен с будущего альбома: «Химия», «От меня», «Пейзаж», «Мотылек», «Мк 5:36».[значимость факта?]
18 ноября 2014 года выпустила мини-альбом «Химия», в состав которого вошли 5 песен, премьера которых состоялась в ДК им. Ленсовета, в студийном качестве и новая песня «Сон, забери меня». Помимо Татьяны в записи EP приняли участие: Петр Ившин (барабаны), Геннадий Лаврентьев (скрипка), Павел Протасов (бас-гитара, контрабас), Александр Рамус (гитара), Оскар Чунтонов (клавиши), Артур Газаров (перкуссия), Юрий Костенко (флейта), Виталий Головнев (труба). Татьяна сообщила, что EP «Химия» — это половина нового альбома, вторая же половина выйдет после Нового года.[значимость факта?]
6 февраля 2015 года в Москве на концерте в ЦДХ состоялась премьера новой песни «Сто лет».
18 сентября 2015 года в Москве на концерте в клубе «16 тонн» состоялась премьера новой песни «Своими именами».
21 октября 2015 года стартовал краудфандинг-проект в поддержку нового альбома. Помимо песен, вышедших на EP «Химия», а также уже презентованных на концертах песен «Сто лет» и «Своими именами», в альбом также вошли 4 новые композиции: «Как лес», «Выпей со мной», «Основная схема» и «Был бы».
3 декабря Татьяна Зыкина обнародовала название выходящего альбома — «За закрытыми окнами».
19 декабря в Москве в клубе «МузПаб» состоялась презентация альбома.

### 2016 - н.в.

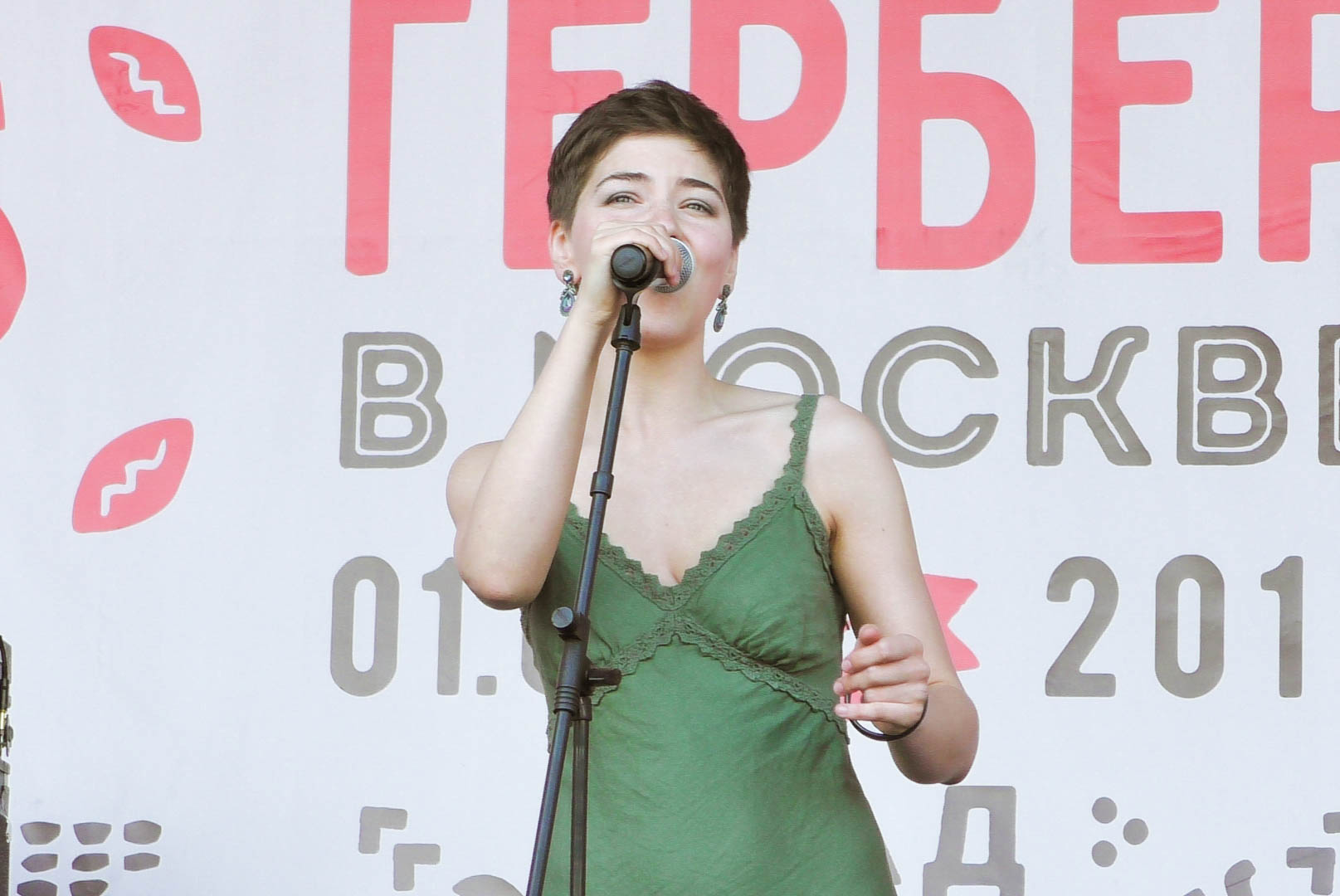
Татьяна Зыкина в саду «Эрмитаж», 2017

На концерте 26 мая 2016 года в Москве в клубе «16 тонн» состоялась премьера 2 ранее неизданных песен - «Побеждает даль» (2002) и «Пока ты снишься» (2001).
15 декабря 2016 года в Москве на концерте в клубе «16 тонн» певица впервые представила публике песню «Красивый мальчик» в рамках своего поп-проекта «Орион-М».
6 декабря 2017 года в Москве на концерте в клубе «16 тонн» состоялась премьера новой песни «Безучастно».
На концерте 25 мая 2018 года в Санкт-Петербурге на концерте в клубе «Ящик» состоялась премьера ранее неизданной песни «Акула на крючке» (2000).
1 декабря 2018 года в Москве на концерте в клубе «16 тонн» состоялась премьера новой песни «След».
На концерте 30 ноября 2019 года в Москве на концерте в Центральном доме архитектора состоялась премьера новой песни «Подарок».
30 января 2020 года в Москве на концерте в клубе «16 тонн» состоялась премьера ранее неизданной песни «Воробей».
22 февраля 2022 года был выпущен новый альбом с названием "Седьмой альбом".

## Публичный имидж и музыкальный стиль
Если говорить об официальной дискографии, то первый альбом «Ощущение реальности» был выпущен Татьяной в 2009 году; и изначально певицу выдвигали как «новую Земфиру», потому и песни «причесали под рок» и имидж Татьяне сделали соответствующий, но более женственный. Сама Зыкина по этому поводу говорила, что «проблема была в том, что я сама не знала, как я хочу. Знала бы — сказала: „Ребята, надо вот так, если вы пас, я не заставляю“. А люди, с которыми я работала, были намного опытнее и взрослее, чем я. И они как раз знали, что хотели. Поп-рок-историю. Не камерную музыку — стадионную. А я к этому не приспособлена — ни психологически, ни по материалу. И эти старые песни — они для меня сейчас смешны. Это когда девочка учится готовить и испекла, например, пельмени размером с ладонь — кривые, косые, и вообще в воде развалились. Да, это тоже шаги. Просто получилось так, что они были публичными. Совершив шаг, за который мне сейчас отчасти стыдно, я подвела не только себя, но и людей, которые со мной в это ввязались».
Второй альбом «Другая глубина» был выпущен через год уже совершенно другим составом, и Татьяна руководствовалась исключительно своими вкусовыми предпочтениями на тот момент, потому пластинка получилась совершенно не похожей на первый релиз. Как писала Валерия Гудкова с портала «Группа быстрого реагирования» «наверное, с первым альбомом, и вообще ранним творчеством, „Другую глубину“ объединяло только невероятно колкая и верная, „бабская“ лирика».
Весной 2011 певица представила живую пластинку «Пиано-весна» по которой уже можно было немного судить о будущем релизе. Пластинка получилась по максимуму клавишной. Как признаётся сама Татьяна, сначала она хотела сделать «Я и мои ожидания» исключительно клавишным альбомом, но потом большинство песен обросло новыми инструментами. В интервью журналу «Афиша»

### Тексты и тематика песен
Тематически тексты песен Татьяны Зыкиной отличаются глубоким самоанализом, разбором своей личной жизни. На дебютной пластинке «Ощущение реальности» певица представила песни, сочиненные в период с 2002 по 2009 год. Сергей Уваров с портала «Digitlife» назвал альбом «одним из лучших альбомов в России за последнее время», назвав песню «Город, в котором» «первой настоящей балладой на альбоме, которую стоит отнести к безусловным удачам певицы».
Через год Зыкина выпускает альбом «Другая глубина». Портал «DayMusic.ru» отметил, что «Татьяна выпустила экспериментальный вневременной электронный альбом среднетемповых песен с личностными текстами, которые делают её ближе слушателям и уводят от заявленной когда-то давно помпезности больших залов. Здесь нет лидирующих композиций, рвущихся на первый план, но есть атмосфера камерности и искренности».
Дмитрий Прочухан на сайте «Newsmusic.ru» отмечал, что "лирика альбома имеет отчасти наивный характер и рассчитана на понимание и сочувствие у женской аудитории: «ты мне нравишься очень, несмотря на свой статус семейный», «по ошибке привыкну не к тому». В этот раз Татьяне Зыкиной вновь не удалось избежать цитат из Земфиры: при прослушивании трека «В серо-голубых» не покидает ощущение, что следующей композицией в плеере будет «Ромашки» или «СПИД».
«Я и мои ожидания» был назван самым «женским» альбомом певицы. Журнал Apelzin писал, что большинство песен на нём — это результат сложных внутренних переживаний певицы, связанных, видимо, с её непростой личной жизнью. Диск наполнен какой-то непередаваемой грустью, он идеально подходит для того времени года, в которое он был выпущен. Отдельные треки с альбома — «Здесь и сейчас», «Твой дом», «Причин нет» — это манифест женщины, которую отношения с человеком загнали в тот угол, из которого существует два выхода — сорваться или написать об этом песню.

## Личная жизнь
Бывший муж - пианист Оскар Чунтонов. Вышла замуж 19 ноября 2010
Дети: 19 февраля 2012 года родился сын Алексей. 30 марта 2014 года родился второй сын Федор.[значимость факта?]

## Дискография
| Год                | Название                       | Комментарий                                                         |
| Студийные альбомы  | Студийные альбомы              | Студийные альбомы                                                   |
| ------------------ | ------------------------------ | ------------------------------------------------------------------- |
| 2002               | Под бельём                     | Официально неизданный альбом                                        |
| 2009               | Ощущение реальности            |                                                                     |
| 2010               | Другая глубина                 | В 2012 году на лейбле «Navigator Records» вышло переиздание альбома |
| 2011               | Я и мои ожидания               | В 2012 году на лейбле «Navigator Records» вышло переиздание альбома |
| 2015               | За закрытыми окнами            |                                                                     |
| 2022               | Седьмой альбом                 |                                                                     |
| Концертные альбомы |                                |                                                                     |
| 2011               | Пиано-весна                    | CD+DVD Запись концерта в Звенигороде 12.03.2011                     |
| Синглы             |                                |                                                                     |
| 2009               | Ощущение реальности            | EP, распространялся с весенним номером журнала «Citizen K»          |
| 2009               | Это                            | Интернет-сингл                                                      |
| 2010               | Атмосфера счастья              | Интернет-сингл                                                      |
| 2014               | Химия                          | EP                                                                  |
| Радиосинглы        |                                |                                                                     |
| 2008               | 2 кота                         |                                                                     |
| 2009               | Водопадами                     |                                                                     |
| 2009               | Нора (feat. Илья Лагутенко)    |                                                                     |
| 2011               | Я хочу стать частью этой осени |                                                                     |
| Саундтреки         |                                |                                                                     |
| 2010               | Одноклассники                  | Песня «Ты не бойся»                                                 |
| 2012               | 8 первых свиданий              | Песня «Город, в котором»                                            |

## Видеография
| Название                         | Год  | Режиссёр                              |
| -------------------------------- | ---- | ------------------------------------- |
| «Водопадами»                     | 2009 | Ирина Миронова                        |
| «4444»                           | 2009 | Сергей Знаменский                     |
| «Ты-то кто? (feat. ТНМК)»        | 2009 | Олег «Фагот» Михайлюта                |
| «ДР»                             | 2010 |                                       |
| «Другая глубина»                 | 2010 | Владимир Шевченко                     |
| «Спи крепко»                     | 2011 |                                       |
| «Обещай мне»                     | 2011 | Владимир Шевченко                     |
| «Я хочу стать частью этой осени» | 2011 | Алексей Гречишкин / Леонид Горенштейн |

### Студийные альбомы
- Ощущение реальности (2009)
- Другая глубина (2010)
- Я и мои ожидания (2011)
- За закрытыми окнами (2015)
- Седьмой альбом (2022)